# Arigomphus maxwelli
Arigomphus maxwelli là loài chuồn chuồn trong họ Gomphidae. Loài này được Ferguson mô tả khoa học đầu tiên năm 1950.